# Realme C35
realme C35 — смартфон бюджетного рівня, розроблений realme. Був представлений 10 лютого 2022 року.
Крім цього під серією «narzo» був представлений realme narzo 50A Prime, що позиціонується як покращена версія realme narzo 50A і відрізняється від realme C35 слабшим процесором та оформленням задньої панелі.

## Дизайн

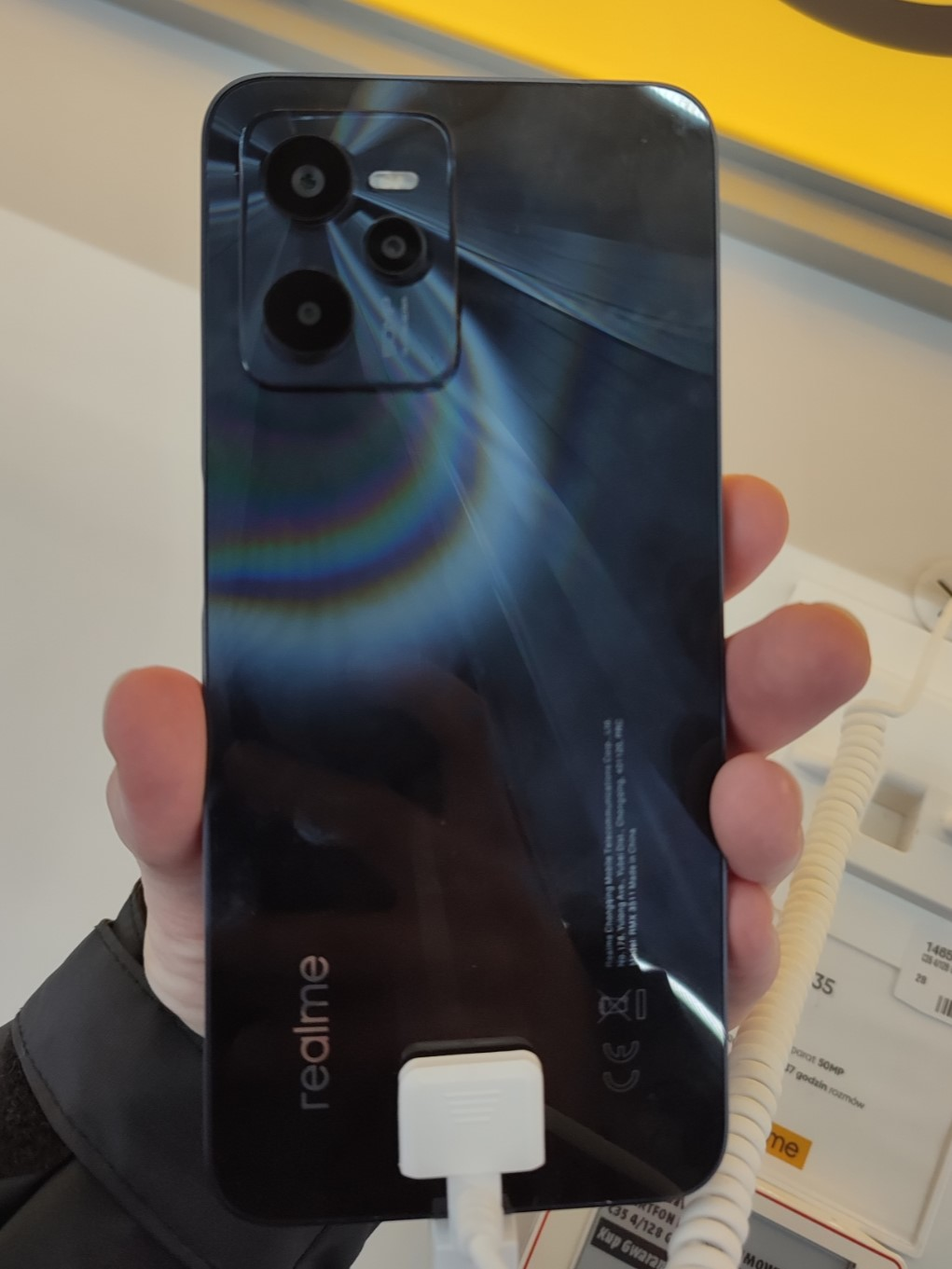
Задня частина realme C35 в кольорі Сяючий Чорний

Екран виконаний зі скла Panda Glass. Грані, які є пласкими, виконані з матового пластику. Задня панель у realme C35 виконана з глянцевого пластику, а в narzo 50A Prime — переважно з матового пластику зі штриховкою та глянцевою областю зверху. У realme C35 блок камери є прозорим, а в narzo 50A Prime — чорний. Також коли в C35 на блоці камери присутні написи, то на narzo 50A Prime подібні написи присутні на глянцевій області.
Знизу розміщені роз'єм USB-C, динамік, мікрофон та 3,5 мм аудіороз'єм. З лівого боку смартфона розташовані кнопки регулювання гучності і слот під 2 SIM-картки і карту пам'яті формату microSD до 256 ГБ. З правого боку розміщена кнопка блокування смартфона, в яку вбудований сканер відбитків пальців.
realme C35 продається в кольорах Сяючий Зелений) та Сяючий Чорний.
realme narzo 50A Prime продається в кольорах Flash Black (чорний) та Flash Blue (блакитний).

## Технічні характеристики

### Платформа
C35 отримав процесор Unisoc T616 з графічним процесором Mali-G57 MC1, narzo 50A Prime — Unisoc T612 з Mali-G57.

### Батарея
Батарея отримала об'єм 5000 мА·год та підтримку швидкої зарядки потужністю 18 Вт.

### Камера
Смартфони отримали основну потрійну камеру 50 Мп, f/1.8 (ширококутний) з фазовим автофокусом + 2 Мп, f/2.4 (макро) + 0.3 Мп, f/2.8 (сенсор глибини) зі здатністю запису відео в роздільній здатності 1080p@30fps. Фронтальна камера отримала роздільність 8 Мп, світлосилу f/2.0 (ширококутний) та здатність запису відео у роздільній здатності 720@30fps.

### Екран
Екран IPS LCD, 6,6", Full HD+ (2408 × 1080) зі співвідношенням сторін 20:9, щільністю пікселів 401 ppi та краплеподібним вирізом під фронтальну камеру.

### Пам'ять
realme C35 продається в комплектаціях 4/64, 6/64 та 4/128 ГБ, а narzo 50A Prime — 4/64 та 4/128 ГБ.

### Програмне забезпечення
Смартфони були випущені на realme UI R Edition на базі Android 11 і були оновленні до realme UI T Edition на базі Android 13.